# Jan Dumanowski
Jan Dumanowski (ur. 1 marca 1921 w Róży, zm. 22 sierpnia 1994 w Warszawie) – polski spółdzielca i polityk ruchu ludowego, poseł na Sejm PRL I kadencji.

## Życiorys
Syn Antoniego i Józefy. Przez cały okres II wojny światowej przebywał w Związku Radzieckim. W latach 1943–1946 należał do Związku Patriotów Polskich. Od 1946 sekretarz, następnie od 1948 do 1949 prezes zarządu powiatowego Związku Samopomocy Chłopskiej w Dębicy.
W 1946 wstąpił do Stronnictwa Ludowego, 1949 był sekretarzem zarządu powiatowego SL w Dębicy. Od 1949 członek Zjednoczonego Stronnictwa Ludowego. W ZSL pełnił funkcje sekretarza powiatowego komitetu wykonawczego w Dębicy (1949–1950), prezesa wojewódzkiego komitetu wykonawczego w Kielcach (1950–1951) i w Warszawie (1954–1956). W Naczelnym Komitecie Wykonawczym ZSL był zastępcą członkiem rady naczelnej (1949–1956), kierownikiem wydziału rolnego (1951–1954), zastępcą członka (1953–1956 i członkiem (1954–1956). W Naczelnym Komitecie ZSL zostawał członkiem (1956–1959), instruktorem wydziału prezydialnego (1956–1971), przewodniczącym Głównej Komisji Kontroli Stronnictwa (1956), kierownikiem biura listów i zażaleń (1957–1973), a także członkiem Głównej Komisji Rewizyjnej (1959–1973).
Od 1949 do 1950 był wiceprzewodniczącym powiatowej rady narodowej w Dębicy, w Sejmie Ustawodawczym nie będąc parlamentarzystą wchodził w skład Komisji Konstytucyjnej. W 1952 uzyskał mandat posła na Sejm PRL w okręgu Krosno, zasiadał w Komisji Budżetowej, Komisji Mandatowej oraz w Komisji specjalnej dla rozpatrzenia projektów ustaw w związku z reformą podziału administracyjnego wsi i wyborami do rad narodowych.
Odznaczony Krzyżem Oficerskim Orderu Odrodzenia Polski (1955) i Medalem 10-lecia Polski Ludowej (1955).
Pochowany na Cmentarzu Wojskowym na Powązkach (M/5/4).